# وستنشووون
وستنشووون (به انگلیسی: Westenschouwen) روستایی در کشور هلند، استان زیلاند است. بخشی از زیر مجموعه شهرداری اسخائن-دایفه‌لاند است و حدود ۲۱ کیلومتری شمال میدلبورگ واقع شده‌است.
وستنشووون تا سال ۱۸۱۶ میلادی، تا هنگامی که با بورگ ادغام شد، یک شهرداری جداگانه داشت.
در سال ۲۰۰۱ میلادی، این روستای ۱۹۹ سکنه داشت. وسعت سازه روستایی ۰٫۲۳ کیلومتر بود، که شامل ۱۵۵ ساختمان می‌شد. وستنشووون و حومه آن جمعاً ۲۷۰ نفر جمعیت دارد.